# Ernst Toch
Ernst Toch, avstrijski skladatelj klasične in filmske glasbe, * 7. december 1887, Dunaj, Avstro-Ogrska, † 1. oktober 1964, Santa Monica, Kalifornija, ZDA.

## Življenje
Že zgodaj je kazal dar za glasbo: učil se je je sam iz Mozartovih godalnih kvartetov. Leta 1909 je opustil študij medicine in se posvetil skladanju. Nacisti so njegove skladbe prepovedali, zato se je 1933 izselil v ZDA, kjer je predaval o glasbi in filozofiji ter pisal glasbo za hollywoodske filme. Med njegova najbolj znana dela sodijo Geografska fuga za zbor ter eksperimentalni Valček, ki je zamišljen kot parodija na ameriške zabave: vsakdanje raze razpadajo na vsebinsko nepovezane, a zvočno učinkovite besede, ritmizirame v tričetrtinskem taktu, s čimer govor sam usvarja glasbo, ki jo le občasno poživijo ropotulje in razna druga tolkala.

## Dela

### Simfonije
- Simphonja št.. 1, op. 72 (1950) (izdano 1951)
- Simphonija št. 2, op. 73 (1951) (izdano 1953)
- Simphonija št. 3, op. 75 (1955) (izdano 1957)
- Simphonija št. 4, za orekester in pripovedovalca, op. 80 (1957) (izdano 1960)
- Simphonija št. 5 ‘Jefta, rapsodična pesem’, op. 89 (1963) (izdano 1965)
- Simphonija št. 6, op. 93 (1963) (izdano 1966)
- Simphonija št. 7, op. 95 (1964) (izdano 1968)

### Koncerti
- Koncerto za violončelofor in komorni orekester, op. 35 (1924) (izdano 1925)
- Koncerto za klavir in orkester (Klavirski koncert št. 1), op. 38 (1926) (izdano 1926)
- Simfonija za klavir in orkester (Klavirski koncert št. 2), op. 61 (1933) (izdano 1933)